# Neoeutrypanus generosus
Neoeutrypanus generosus är en skalbaggsart som först beskrevs av Monné och Martins 1976.  Neoeutrypanus generosus ingår i släktet Neoeutrypanus och familjen långhorningar. Inga underarter finns listade i Catalogue of Life.